# Favreuil
Favreuil est une commune française située dans le département du Pas-de-Calais en région Hauts-de-France. Ses habitants sont appelés les Favreuillois.
La commune fait partie de la communauté de communes du Sud-Artois qui regroupe 64 communes et compte 27 059 habitants en 2021.

## Géographie

### Localisation
Localisée dans le sud-est du département du Pas-de-Calais, Favreuil est une commune de l'Artois, limitrophe, au sud, de Bapaume et située, à vol d'oiseau, à 19 km au sud de la commune d’Arras (chef-lieu d'arrondissement et préfecture du Pas-de-Calais).
Le territoire de la commune est limitrophe de ceux de six communes.
Les communes limitrophes sont  Bancourt, Bapaume, Beugnâtre, Biefvillers-lès-Bapaume, Mory et Sapignies.

### Géologie et relief
La superficie de la commune est de 4,93 km2 ; son altitude varie de 98  à   124 m.

### Hydrographie
La commune est située dans le bassin Artois-Picardie. Elle n'est drainée par aucun cours d'eau,.

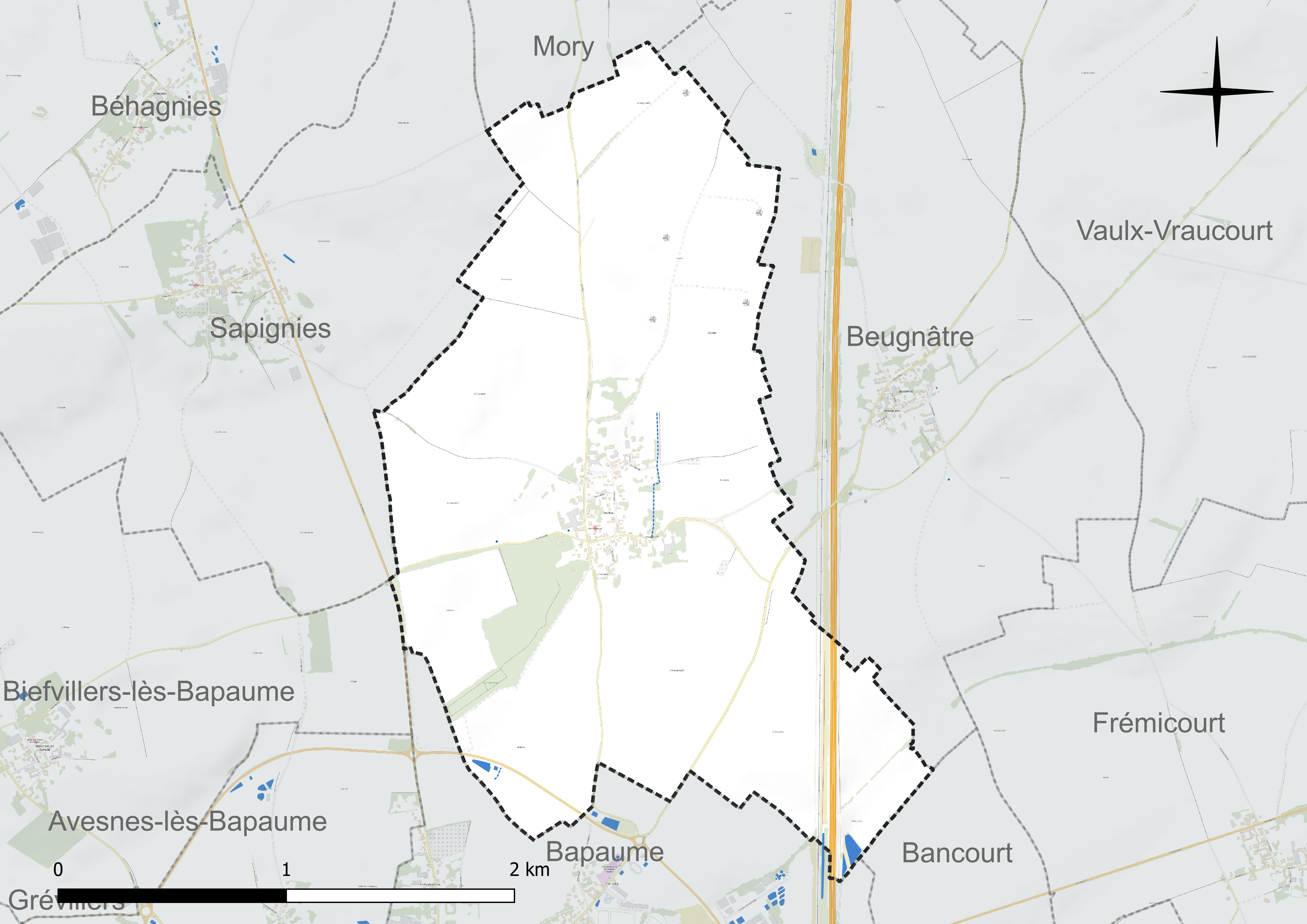
Réseau hydrographique de Favreuil.

### Climat
Pour des articles plus généraux, voir Climat des Hauts-de-France et Climat du Pas-de-Calais.
En 2010, le climat de la commune est de type climat océanique dégradé des plaines du Centre et du Nord, selon une étude du CNRS s'appuyant sur une série de données couvrant la période 1971-2000. En 2020, Météo-France publie une typologie des climats de la France métropolitaine dans laquelle la commune est exposée à un climat océanique et est dans la région climatique Nord-est du bassin Parisien, caractérisée par un ensoleillement médiocre, une pluviométrie moyenne régulièrement répartie au cours de l'année et un hiver froid (3 °C).
Pour la période 1971-2000, la température annuelle moyenne est de 9,9 °C, avec une amplitude thermique annuelle de 14,6 °C. Le cumul annuel moyen de précipitations est de 768 mm, avec 12 jours de précipitations en janvier et 9 jours en juillet. Pour la période 1991-2020, la température moyenne annuelle observée sur la station météorologique la plus proche, située sur la commune de Wancourt à 14 km à vol d'oiseau, est de 10,8 °C et le cumul annuel moyen de précipitations est de 711,4 mm,. Pour l'avenir, les paramètres climatiques de la commune estimés pour 2050 selon différents scénarios d'émission de gaz à effet de serre sont consultables sur un site dédié publié par Météo-France en novembre 2022.

### Paysages
Pour un article plus général, voir Paysage en France.
La commune est située dans le paysage régional des grands plateaux artésiens et cambrésiens tel que défini dans l'atlas des paysages de la région Nord-Pas-de-Calais, conçu par la direction régionale de l'Environnement, de l'Aménagement et du Logement (DREAL),. Ce paysage régional, qui concerne 238 communes, est dominé par les « grandes cultures » de céréales et de betteraves industrielles qui représentent 70 % de la surface agricole utilisée (SAU).

### Milieux naturels et biodiversité

#### Espèces faunistiques et floristiques
Le site de l'Inventaire national du patrimoine naturel (INPN) recense 223 espèces faunistiques et floristiques sur le territoire de la commune dont 22 protégées et 11 taxons (espèces et sous-espèces) menacées et quasi-menacées.

## Urbanisme

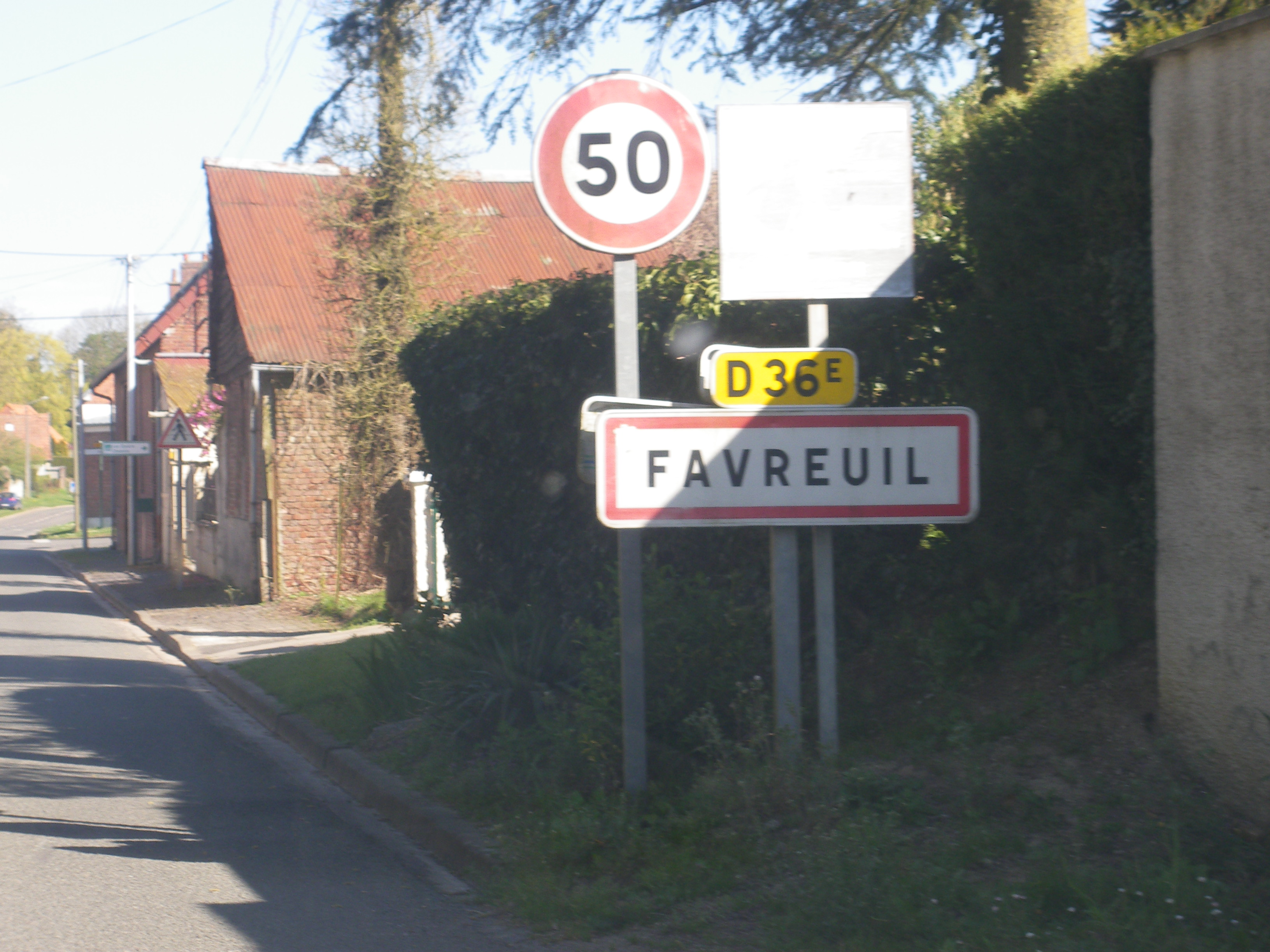
Une entrée de la commune.

### Typologie
Au 1er janvier 2024, Favreuil est catégorisée commune rurale à habitat dispersé, selon la nouvelle grille communale de densité à sept niveaux définie par l'Insee en 2022.
Elle est située hors unité urbaine. Par ailleurs la commune fait partie de l'aire d'attraction d'Arras, dont elle est une commune de la couronne,. Cette aire, qui regroupe 163 communes, est catégorisée dans les aires de 50 000 à moins de 200 000 habitants,.

### Occupation des sols
L'occupation des sols de la commune, telle qu'elle ressort de la base de données européenne d'occupation biophysique des sols Corine Land Cover (CLC), est marquée par l'importance des territoires agricoles (97,4 % en 2018), en diminution par rapport à 1990 (100 %). La répartition détaillée en 2018 est la suivante : 
terres arables (84,4 %), zones agricoles hétérogènes (13,1 %), zones industrielles ou commerciales et réseaux de communication (2,6 %). L'évolution de l'occupation des sols de la commune et de ses infrastructures peut être observée sur les différentes représentations cartographiques du territoire : la carte de Cassini (XVIIIe siècle), la carte d'état-major (1820-1866) et les cartes ou photos aériennes de l'IGN pour la période actuelle (1950 à aujourd'hui).

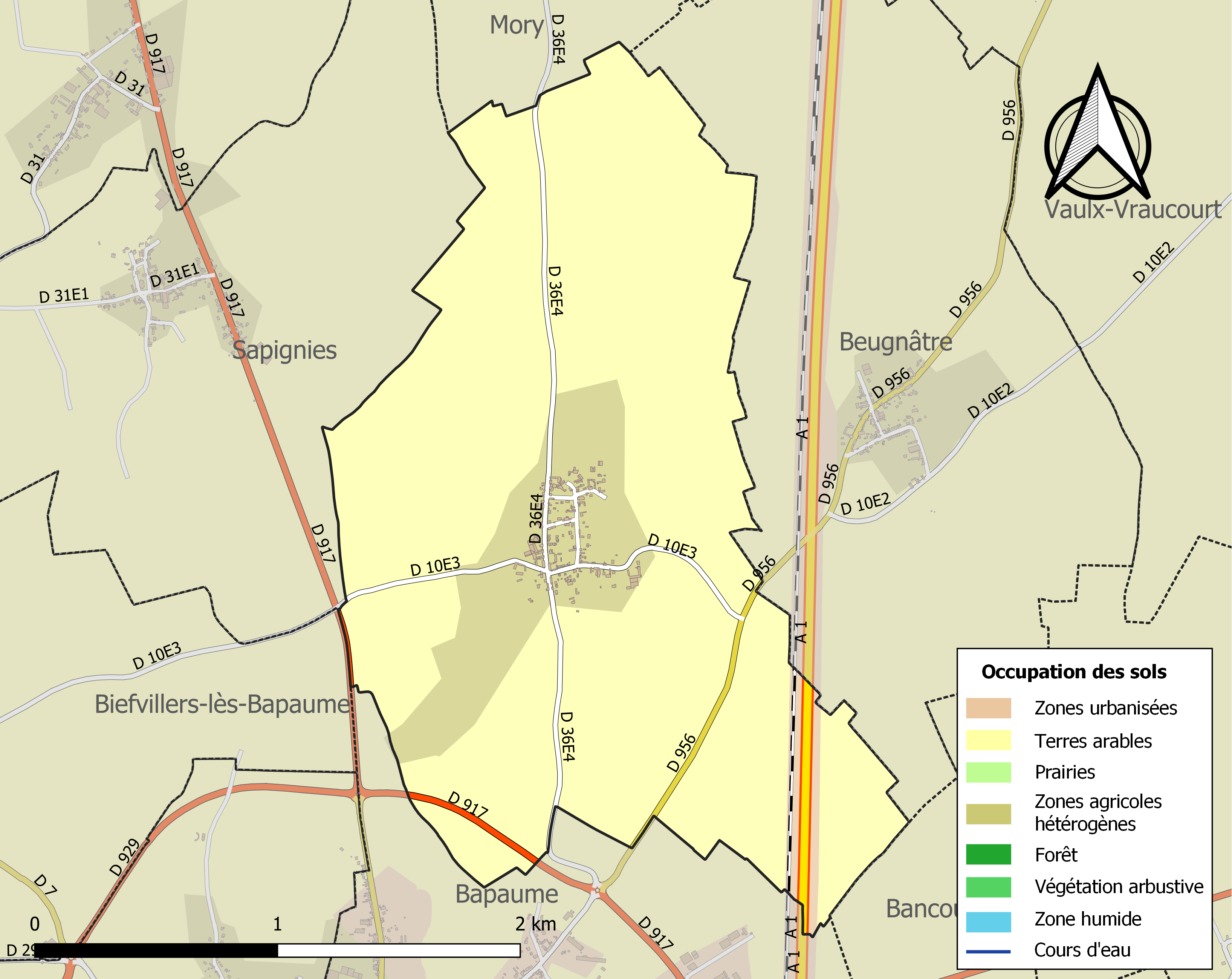
Carte des infrastructures et de l'occupation des sols de la commune en 2018 (CLC).

### Voies de communication et transports

#### Voies de communication
Son territoire communal est traversé par l'autoroute A1, aisément accessible par sa sortie no 14, la rocade de Bapaume (déviation des anciennes  RN 17 et de la RN 29 qui sont les actuelles RD 917 et 929) et le tracé initial de l'ancienne RN 356 (actuelle RD 956).

#### Transport ferroviaire
La commune se trouve à 6 km, à l'est, de la gare d'Achiet, située sur la ligne de Paris-Nord à Lille, desservie par des trains TER Hauts-de-France.

## Toponymie

### Attestations anciennes
Le nom de la localité est attesté sous les formes Farneolum en 866 ; Farreolum en 875 ; Faveriolæ en 1123 ; Faverolæ vers 1142 ; Faverels en 1242 ; Faverole en 1285 ; Faverellum, Faveroles, Faveroeles au XIIIe siècle ; Favereles en 1305 ; Faverolle en 1515 ; Faveroeulles en 1545 ; Favereulles en 1720 ; Favereuil au XVIIIe siècle ; , Favrenil en 1793 ;  Favreuil depuis 1801.

### Étymologie
De l'adjectif latin fabarius « de fèves » et -ó-ialo : « clairière aux féves ».

## Histoire
Durant la guerre franco-allemande de 1870, la commune est incluse dans le théâtre d'opération de la bataille de Bapaume.

### Première Guerre mondiale
Pendant la Première Guerre mondiale, après la bataille des Frontières du 7 au 24 août 1914, devant les pertes subies, l'État-Major français décide de battre en retraite depuis la Belgique. Dès le 28 août, les Allemands s'emparent du village de Favreuil et poursuivent leur route vers l'ouest. Dès lors commença l'occupation allemande qui dura jusqu'au début de 1917. Des arrêtés de la kommandantur obligeaient, à date fixe, sous la responsabilité du maire et du conseil municipal, sous peine de sanctions, la population à fournir : farine, œufs, lait, viande, légumes, destinés à nourrir les soldats du front. Toutes les personnes valides devaient effectuer des travaux agricoles ou d'entretien.

En mars 1917, les Allemands décident de se retirer sur la ligne Hindenburg, ligne fortifiée située à une dizaine de kilomètres à l'est.

Evacué de ses habitants dès janvier 1917, le village est complètement rasé, toutes les maisons dynamitées , les arbres coupés, les puits pollués. Le 17 mars 1917, les troupes britanniques prennent possession des ruines de Favreuil jusqu'en mars 1918 où il repassera de nouveau sous le contrôle des Allemands lors de l'offensive du Printemps. Ce n'est que fin août 1918 que le secteur sera définitivement libéré.
Le village est complètement détruit. Peu à peu les habitants reviendront de leur lieu d'évacuation et commenceront, avec l'aide des dommages de guerre, une période de reconstruction qui durera plus de dix ans.
Vu les souffrances endurées par la population pendant les quatre années d'occupation et les dégâts aux constructions, la commune s'est vu décerner la croix de guerre 1914-1918 le 23 septembre 1920, distinction également attribuée à 276 autres communes du Pas-de-Calais.

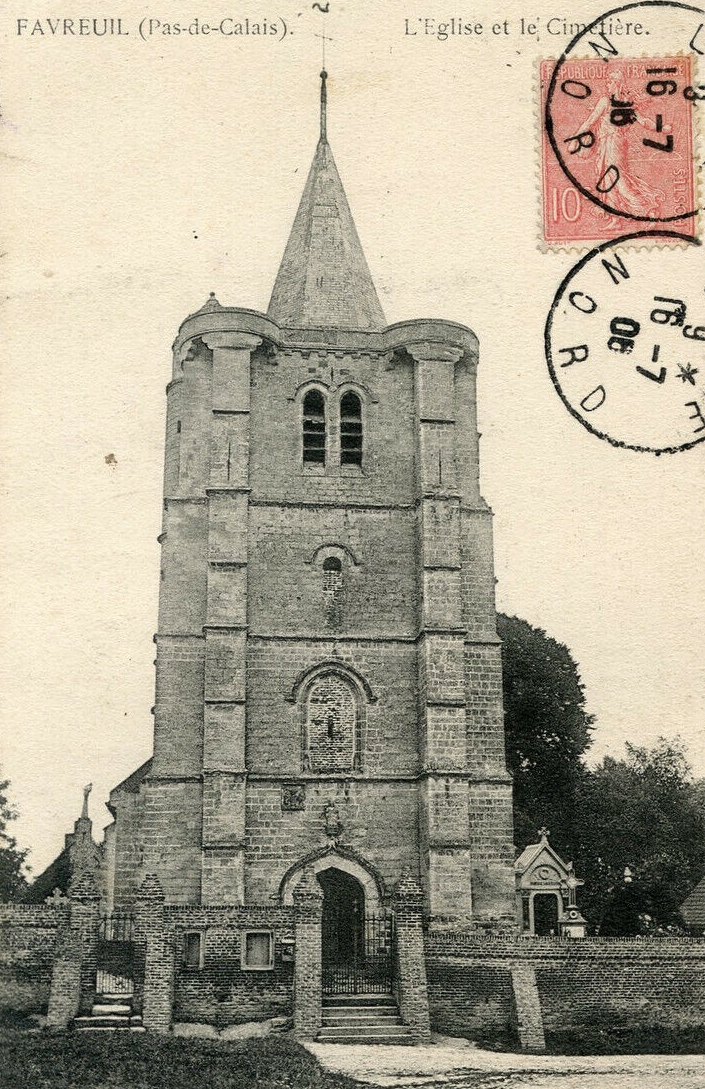
Carte postale de l'église en 1906.
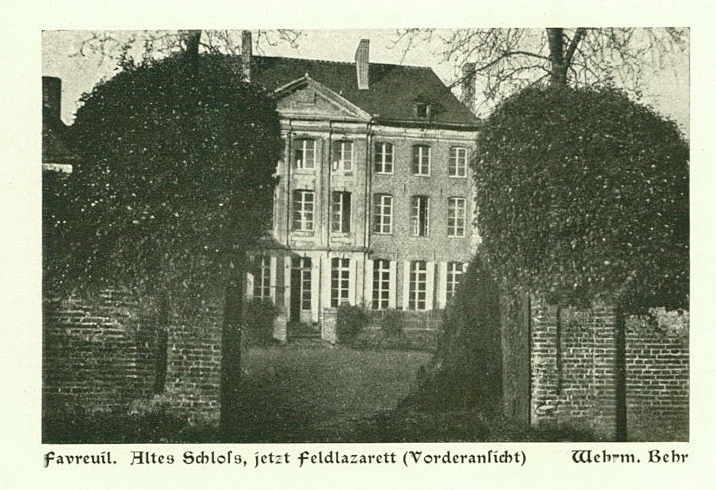
Le château qui a servi d'hôpital aux Allemands de 1914 à 1916.
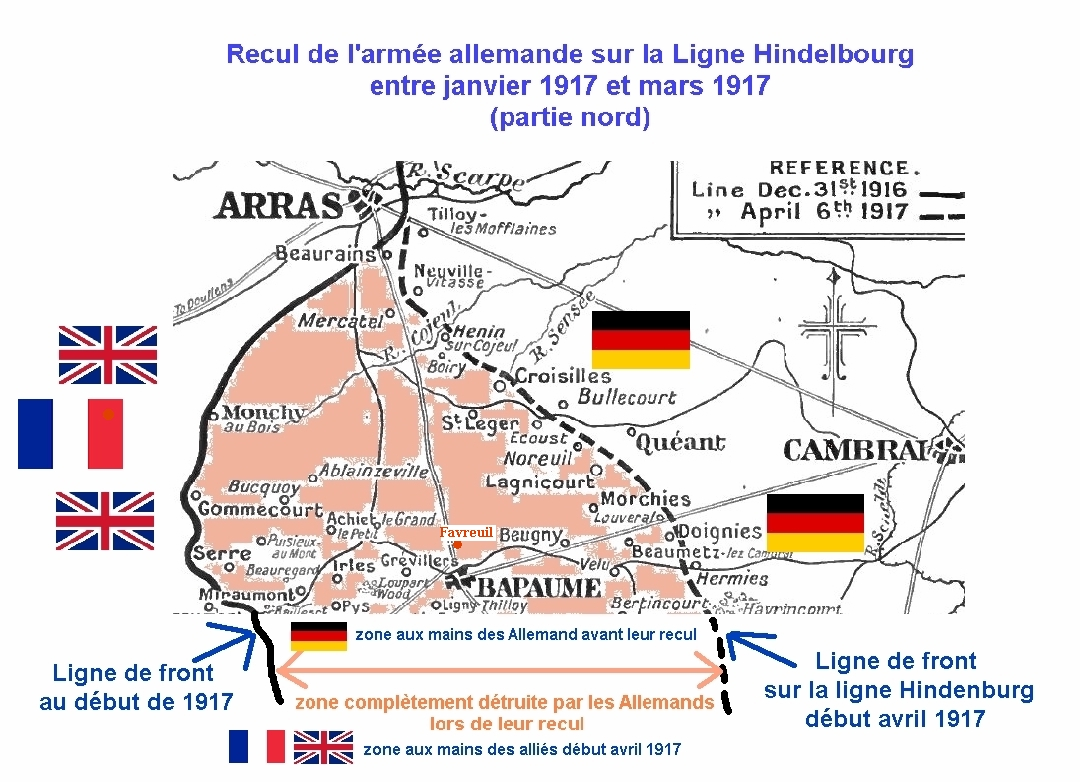
Carte de la ligne Hindenburg.
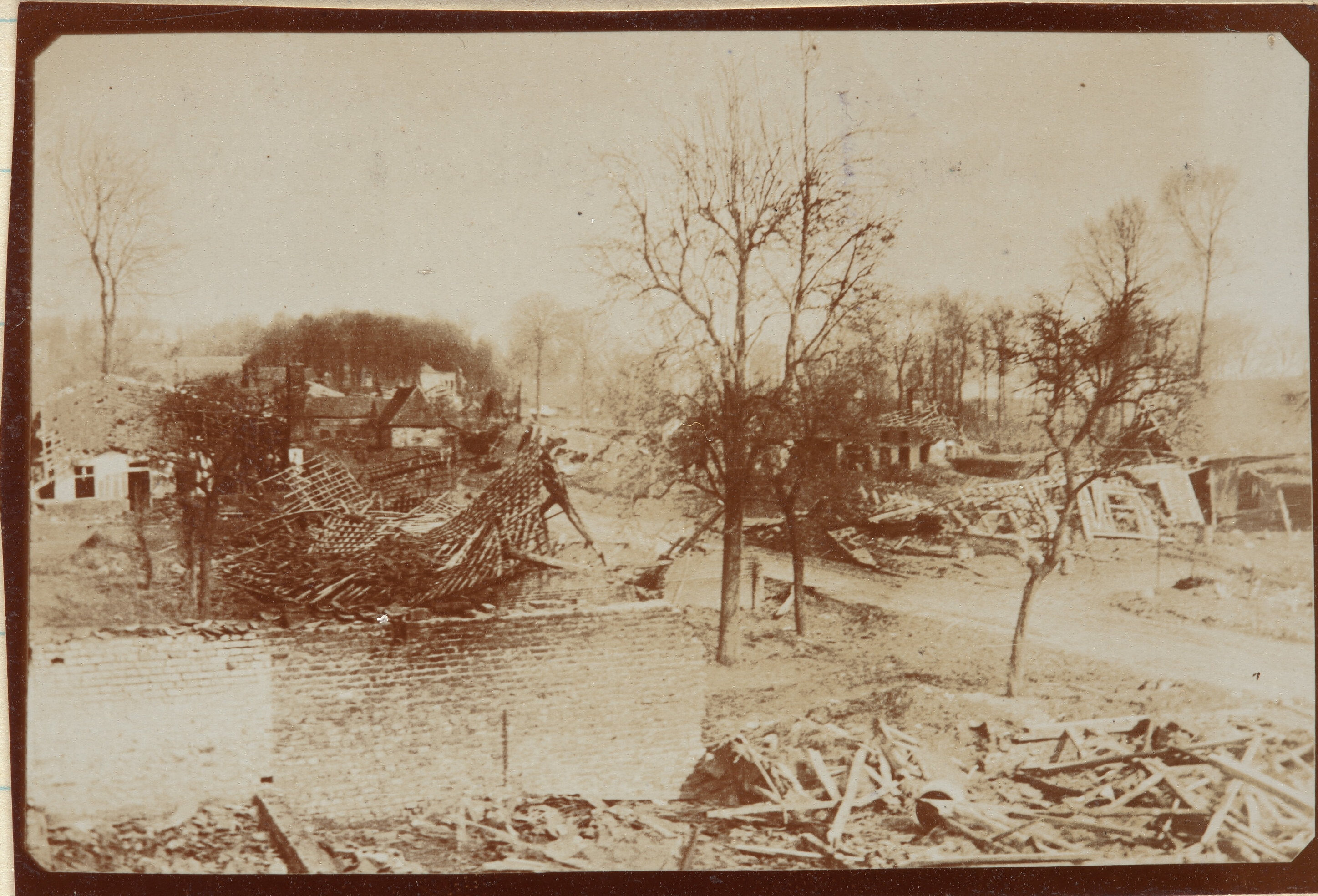
Ruines du village en 1917.
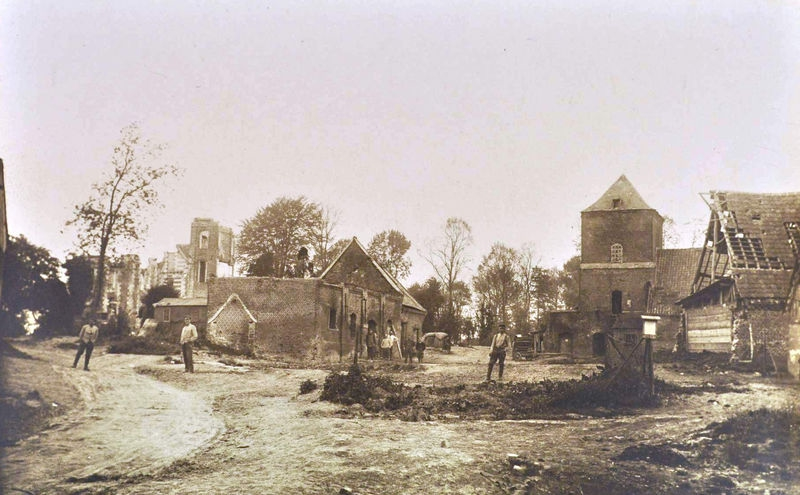
Ruines du village en 1917.
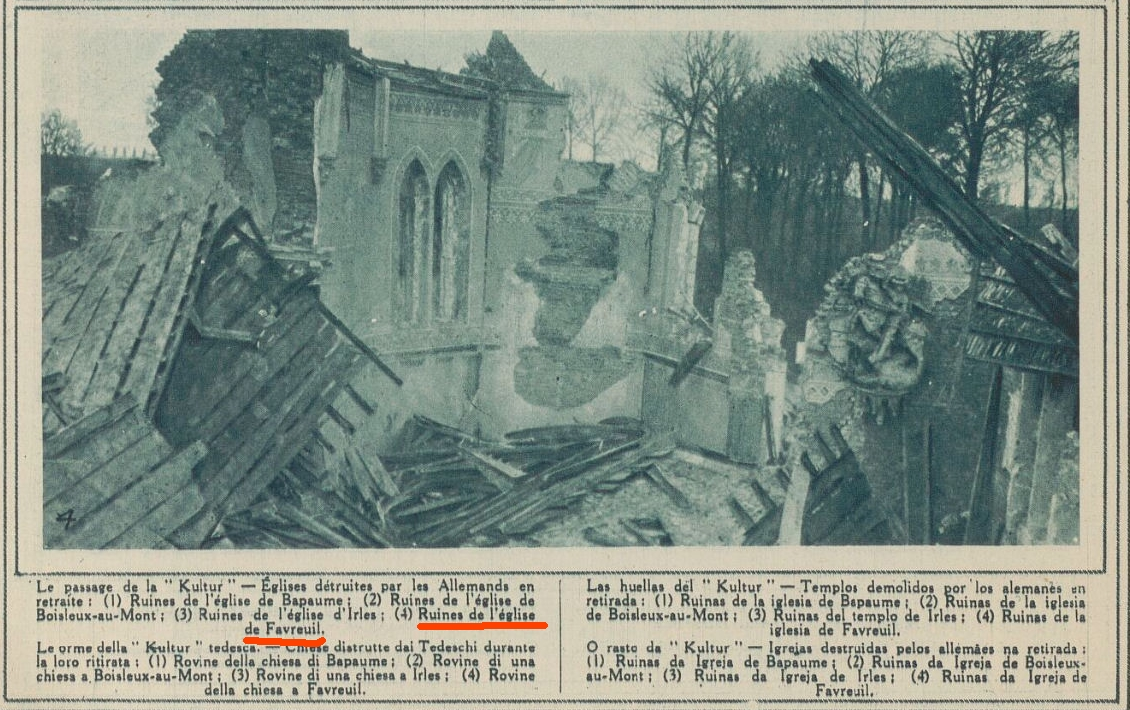
Ruines de l'église le 1er juin 1917.
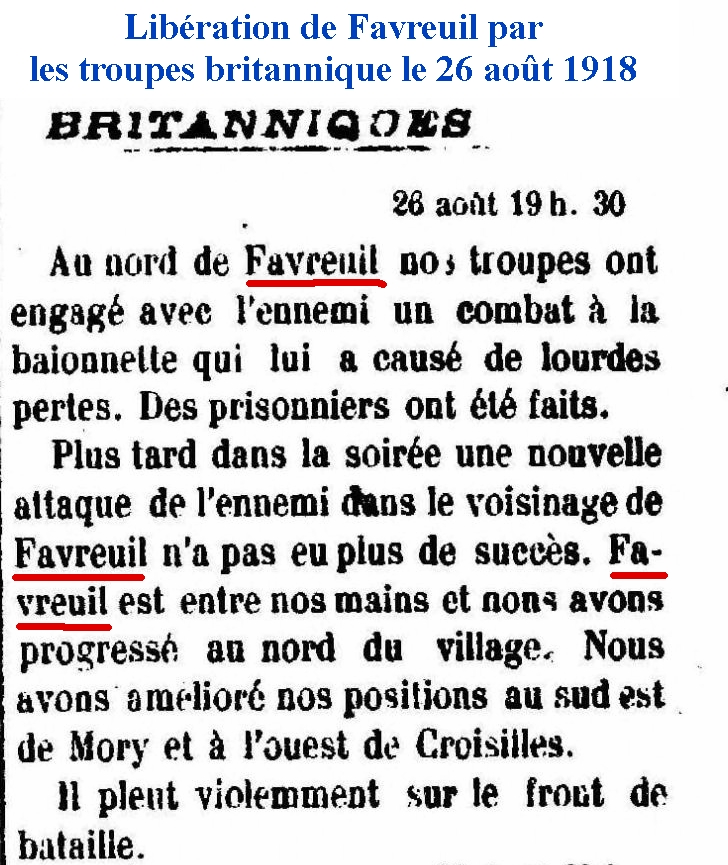
Article relatant la libération du village le 26 août 1918.
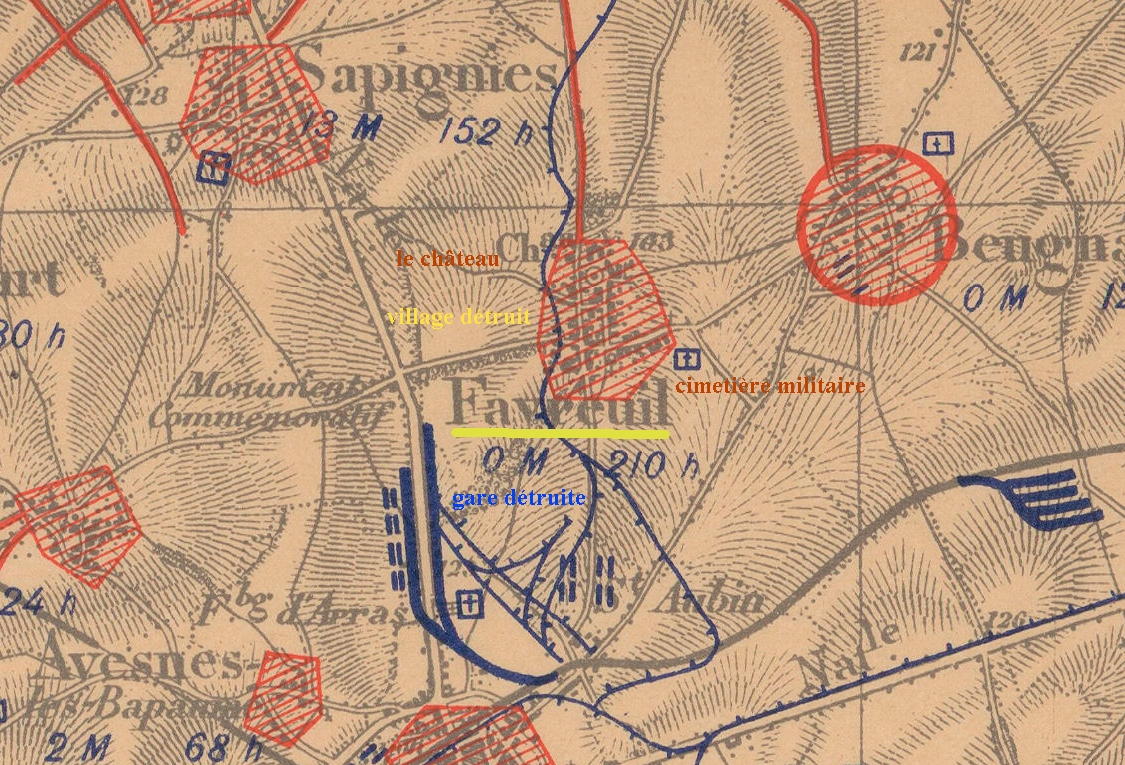
La carte des régions dévastées de 1920 montre que le village est complètement détruit.

## Politique et administration

### Découpage territorial
La commune se trouve dans l'arrondissement d'Arras du département du Pas-de-Calais.

#### Commune et intercommunalités
Favreuil était membre de la communauté de communes de la région de Bapaume, un établissement public de coopération intercommunale (EPCI) à fiscalité propre créé fin 1992 et auquel la commune avait transféré un certain nombre de ses compétences, dans les conditions déterminées par le code général des collectivités territoriales.
Dans le cadre de la réforme des collectivités territoriales françaises, cette intercommunalité a fusionné avec sa voisine pour former, le 1er janvier 2013, la communauté de communes du Sud-Artois dont est désormais membre la commune.

#### Circonscriptions administratives
La commune faisait partie depuis 1793 du canton de Bapaume. Dans le cadre du redécoupage cantonal de 2014 en France, cette circonscription administrative territoriale a disparu, et le canton n'est plus qu'une circonscription électorale.
Pour les élections départementales, la commune fait partie depuis 2014 d'un nouveau  canton de Bapaume

#### Circonscriptions électorales
Pour l'élection des députés, elle fait partie de la première circonscription du Pas-de-Calais.

### Élections municipales et communautaires

#### Liste des maires
| Période                                  | Période                       | Identité         | Étiquette | Qualité                                                  |
| ---------------------------------------- | ----------------------------- | ---------------- | --------- | -------------------------------------------------------- |
| Les données manquantes sont à compléter. |                               |                  |           |                                                          |
| mars 2001                                | 2008                          | Albert Delaforge |           |                                                          |
| mars 2008                                | juillet 2020                  | Eugène Burdiak,  |           |                                                          |
| juillet 2020                             | En cours (au 2 décembre 2020) | Dorothée Legrand |           | Éducatrice spécialisée à la maison d'enfants de Bapaume, |

## Équipements et services publics

### Justice, sécurité, secours et défense
La commune dépend du tribunal judiciaire d'Arras, du conseil de prud'hommes d'Arras, de la cour d'appel de Douai, du tribunal de commerce d'Arras, du tribunal administratif de Lille, de la cour administrative d'appel de Douai, du pôle nationalité du tribunal judiciaire d'Arras et du tribunal pour enfants d'Arras.

## Population et société

### Démographie
Les habitants sont appelés les Favreuillois.

#### Évolution démographique
L'évolution du nombre d'habitants est connue à travers les recensements de la population effectués dans la commune depuis 1793. Pour les communes de moins de 10 000 habitants, une enquête de recensement portant sur toute la population est réalisée tous les cinq ans, les populations de référence des années intermédiaires étant quant à elles estimées par interpolation ou extrapolation. Pour la commune, le premier recensement exhaustif entrant dans le cadre du nouveau dispositif a été réalisé en 2008.

En 2022, la commune comptait 237 habitants, en évolution de +2,6 % par rapport à 2016 (Pas-de-Calais : −0,72 %, France hors Mayotte : +2,11 %).
| 1793 | 1800 | 1806 | 1821 | 1831 | 1836 | 1841 | 1846 | 1851 |
| ---- | ---- | ---- | ---- | ---- | ---- | ---- | ---- | ---- |
| 212  | 368  | 392  | 440  | 471  | 464  | 444  | 440  | 453  |

| 1856 | 1861 | 1866 | 1872 | 1876 | 1881 | 1886 | 1891 | 1896 |
| ---- | ---- | ---- | ---- | ---- | ---- | ---- | ---- | ---- |
| 412  | 420  | 379  | 351  | 354  | 342  | 376  | 346  | 312  |

| 1901 | 1906 | 1911 | 1921 | 1926 | 1931 | 1936 | 1946 | 1954 |
| ---- | ---- | ---- | ---- | ---- | ---- | ---- | ---- | ---- |
| 300  | 317  | 293  | 223  | 231  | 206  | 200  | 181  | 164  |

| 1962 | 1968 | 1975 | 1982 | 1990 | 1999 | 2006 | 2008 | 2013 |
| ---- | ---- | ---- | ---- | ---- | ---- | ---- | ---- | ---- |
| 136  | 162  | 138  | 180  | 190  | 242  | 250  | 250  | 235  |

| 2018 | 2022 | - | - | - | - | - | - | - |
| ---- | ---- | - | - | - | - | - | - | - |
| 243  | 237  | - | - | - | - | - | - | - |

#### Pyramide des âges
En 2018, le taux de personnes d'un âge inférieur à 30 ans s'élève à 34,5 %, soit en dessous de la moyenne départementale (36,7 %). De même, le taux de personnes d'âge supérieur à 60 ans est de 19,4 % la même année, alors qu'il est de 24,9 % au niveau départemental.
En 2018, la commune comptait 115 hommes pour 128 femmes, soit un taux de 52,67 % de femmes, légèrement supérieur au taux départemental (51,5 %).
Les pyramides des âges de la commune et du département s'établissent comme suit.
| Hommes | Classe d’âge | Femmes |
| ------ | ------------ | ------ |
| 0,0    | 90 ou +      | 0,8    |
| 4,3    | 75-89 ans    | 7,8    |
| 13,0   | 60-74 ans    | 12,5   |
| 28,7   | 45-59 ans    | 25,0   |
| 18,3   | 30-44 ans    | 20,3   |
| 14,8   | 15-29 ans    | 16,4   |
| 20,9   | 0-14 ans     | 17,2   |

| Hommes | Classe d’âge | Femmes |
| ------ | ------------ | ------ |
| 0,5    | 90 ou +      | 1,6    |
| 5,6    | 75-89 ans    | 8,9    |
| 16,7   | 60-74 ans    | 18,1   |
| 20,2   | 45-59 ans    | 19,2   |
| 18,9   | 30-44 ans    | 18,1   |
| 18,2   | 15-29 ans    | 16,2   |
| 19,9   | 0-14 ans     | 17,9   |

### Sports et loisirs
Favreuil, proche du GR 145, est traversé par un chemin de randonnée PR.

## Culture locale et patrimoine

### Lieux et monuments
- L'église Saint-Georges.
- Le monument aux morts[36].

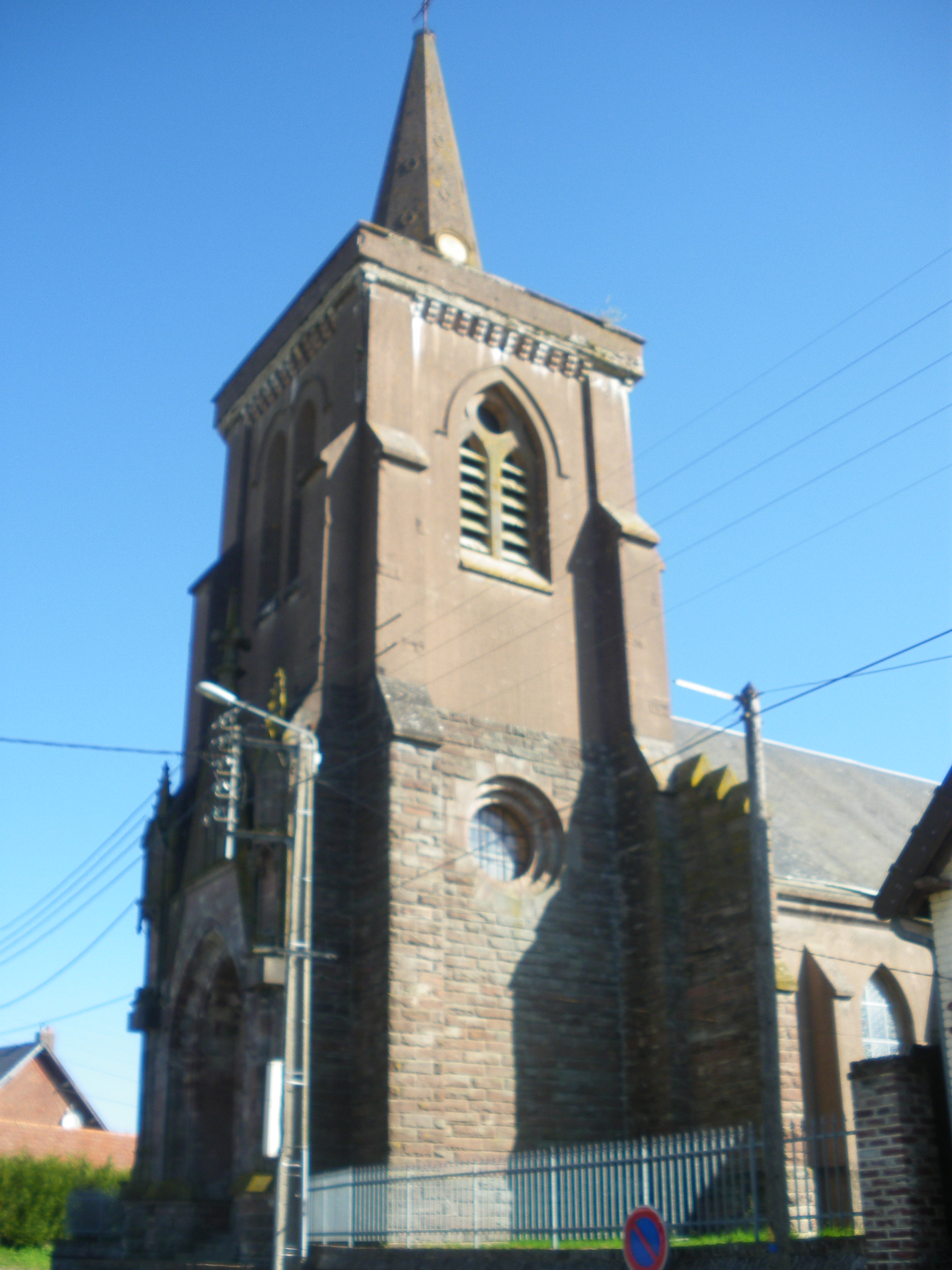
L'église.

- Le cimetière militaire britannique situé Route de Beugnâtre.

### Héraldique
| Blason de Favreuil | Blason  | D'or à trois lions naissants de gueules armés et lampassés d'argent ; à la bordure engrelée du même. Ornements extérieursCroix de guerre 1914-1918 |
| Blason de Favreuil | Détails | Armes de la famille De Tournay d'Assignies Le statut officiel du blason reste à déterminer.                                                        |

## Pour approfondir